# Grande Prêmio da Suécia de 1978
Resultados do Grande Prêmio da Suécia de Fórmula 1 realizado em Anderstorp em 17 de junho de 1978. Oitava etapa da temporada, foi vencido pelo austríaco Niki Lauda, da Brabham-Alfa Romeo.

## Resumo
Foi a primeira corrida na qual Sid Watkins atuou como médico da categoria.

## Classificação da prova
| Pos. | Nº | Piloto                | Construtor         | Voltas | Tempo/Diferença  | Grid | Pontos |
| ---- | -- | --------------------- | ------------------ | ------ | ---------------- | ---- | ------ |
| 1    | 1  | Niki Lauda            | Brabham-Alfa Romeo | 70     | 1:41:00.606      | 3    | 9      |
| 2    | 35 | Riccardo Patrese      | Arrows-Ford        | 70     | + 34.019         | 5    | 6      |
| 3    | 6  | Ronnie Peterson       | Lotus-Ford         | 70     | + 34.105         | 4    | 4      |
| 4    | 8  | Patrick Tambay        | McLaren-Ford       | 69     | + 1 volta        | 15   | 3      |
| 5    | 17 | Clay Regazzoni        | Shadow-Ford        | 69     | + 1 volta        | 16   | 2      |
| 6    | 14 | Emerson Fittipaldi    | Fittipaldi-Ford    | 69     | + 1 volta        | 13   | 1      |
| 7    | 26 | Jacques Laffite       | Ligier-Matra       | 69     | + 1 volta        | 11   |        |
| 8    | 7  | James Hunt            | McLaren-Ford       | 69     | + 1 volta        | 14   |        |
| 9    | 12 | Gilles Villeneuve     | Ferrari            | 69     | + 1 volta        | 7    |        |
| 10   | 11 | Carlos Reutemann      | Ferrari            | 69     | + 1 volta        | 8    |        |
| 11   | 16 | Hans-Joachim Stuck    | Shadow-Ford        | 68     | + 2 voltas       | 20   |        |
| 12   | 25 | Hector Rebaque        | Lotus-Ford         | 68     | + 2 voltas       | 21   |        |
| 13   | 9  | Jochen Mass           | ATS-Ford           | 68     | + 2 voltas       | 19   |        |
| 14   | 36 | Rolf Stommelen        | Arrows-Ford        | 67     | + 3 voltas       | 24   |        |
| 15   | 10 | Keke Rosberg          | ATS-Ford           | 63     | + 7 voltas       | 23   |        |
| NC   | 37 | Arturo Merzario       | Merzario-Ford      | 62     | + 8 voltas       | 22   |        |
| Ret  | 5  | Mario Andretti        | Lotus-Ford         | 46     | Motor            | 1    |        |
| Ret  | 27 | Alan Jones            | Williams-Ford      | 46     | Roda             | 9    |        |
| Ret  | 4  | Patrick Depailler     | Tyrrell-Ford       | 42     | Suspensão        | 12   |        |
| Ret  | 15 | Jean-Pierre Jabouille | Renault            | 28     | Motor            | 10   |        |
| Ret  | 2  | John Watson           | Brabham-Alfa Romeo | 19     | Rodou            | 2    |        |
| Ret  | 20 | Jody Scheckter        | Wolf-Ford          | 16     | Superaquecimento | 6    |        |
| Ret  | 3  | Didier Pironi         | Tyrrell-Ford       | 8      | Acidente         | 17   |        |
| Ret  | 19 | Vittorio Brambilla    | Surtees-Ford       | 7      | Acidente         | 18   |        |
| DNQ  | 18 | Rupert Keegan         | Surtees-Ford       |        |                  |      |        |
| DNQ  | 30 | Brett Lunger          | McLaren-Ford       |        |                  |      |        |
| DNQ  | 22 | Jacky Ickx            | Ensign-Ford        |        |                  |      |        |

## Tabela do campeonato após a corrida
| Pos. | Piloto            | Pontos |
| ---- | ----------------- | ------ |
| 1    | Mario Andretti    | 36     |
| 2    | Ronnie Peterson   | 30     |
| 3    | Niki Lauda        | 25     |
| 4    | Patrick Depailler | 23     |
| 5    | Carlos Reutemann  | 22     |

| Pos. | Construtor         | Pontos |
| ---- | ------------------ | ------ |
| 1    | Lotus-Ford         | 49     |
| 2    | Brabham-Alfa Romeo | 31     |
| 3    | Tyrrell-Ford       | 25     |
| 4    | Ferrari            | 22     |
| 5    | Ligier-Matra       | 10     |

- Nota: Somente as primeiras cinco posições estão listadas. As dezesseis etapas de 1978 foram divididas em dois blocos de oito e neles cada piloto podia computar sete resultados válidos. Dentre os construtores era atribuída apenas a melhor pontuação de cada equipe por prova.